# Dictyna sotnik
Dictyna sotnik är en spindelart som beskrevs av Sergei N. Danilov 1994. Dictyna sotnik ingår i släktet Dictyna och familjen kardarspindlar. Inga underarter finns listade i Catalogue of Life.